# Ampedus militaris
Ampedus militaris es una especie de escarabajo del género Ampedus, familia Elateridae. Fue descrita científicamente por Harris en 1836.
Esta especie se encuentra en el este de los Estados Unidos y Canadá. 